# 조지 워싱턴의 유산

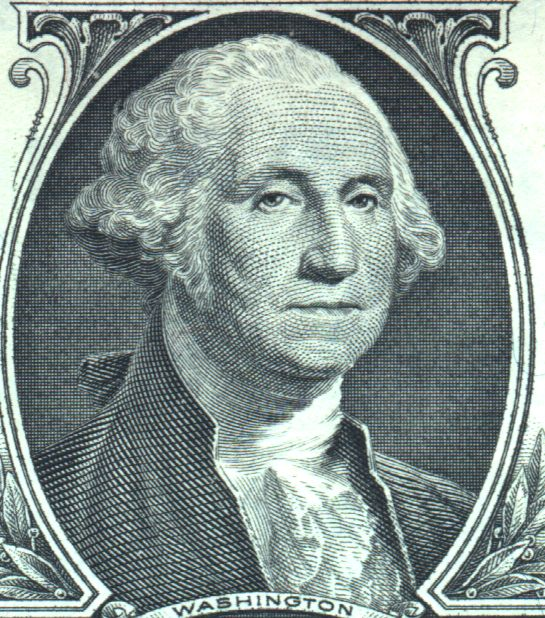
조지 워싱턴의 이미지는 수많은 형태로 통화(여기서는 1달러 지폐), 동상, 기념물, 우표, 교과서에서 찾아볼 수 있다.

조지 워싱턴(1732년~1799년)은 미국 독립 전쟁(1775년~1783년)을 지휘했으며, 1789년부터 1797년까지 미국 대통령을 역임했다. 조지 워싱턴의 주요 전기 작가인 더글러스 사우스올 프리먼은 "그 남자의 가장 큰 특징은 성격이다"라고 결론지었다. 데이비드 해켓 피셔는 "프리먼은 정직함, 자기 훈련, 용기, 절대적인 정직함, 결단력, 그리고 인내심, 품위, 타인에 대한 존경을 의미했다"라고 말한다. 미국 건국에 핵심적인 역할을 했기 때문에 워싱턴은 종종 "국부"라고 불린다. 그의 공화주의와 시민적 덕성에 대한 헌신은 그를 미국 정치인들 사이에서 모범적인 인물로 만들었다. 그의 이미지는 문화적 상징이 되었고 미국 문화에서 흔히 볼 수 있다.

## 여론

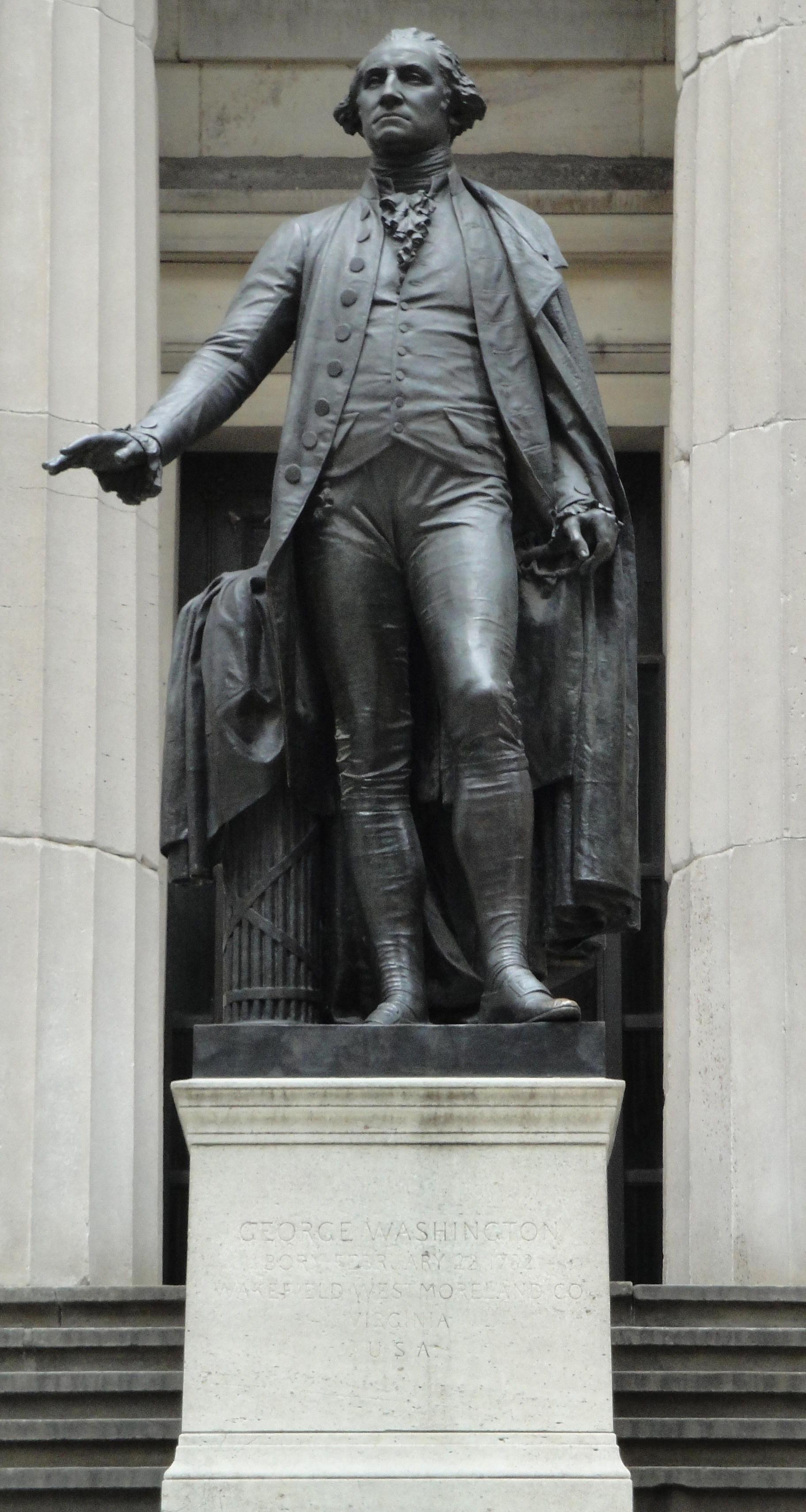
워싱턴이 대통령으로 처음 취임한 장소인 맨해튼 남부 페더럴 홀 기념관 밖에 있는 워싱턴 동상

미국 독립 전쟁의 동지이자 남북 전쟁 장군인 로버트 E. 리의 아버지인 헨리 "라이트 호스 해리" 리 하원의원은 워싱턴을 다음과 같이 추모했다.
전쟁에서 첫째였고, 평화에서 첫째였으며, 동포들의 마음속에서도 첫째였다. 그는 겸손하고 오래 지속되는 사생활에서 어느 누구에게도 뒤지지 않았다. 경건하고, 정의롭고, 인간적이며, 절제적이고, 진실했다. 한결같고, 위엄 있으며, 위압적이었다. 그의 모범은 그 주변의 모든 사람에게 교훈이 되었으며, 그 모범의 영향은 지속되었다. ... 모든 면에서 올바르자, 악덕은 그의 앞에서 떨었고 덕성은 항상 그의 보살핌을 느꼈다. 그의 사적인 인격의 순수함은 그의 공적인 미덕에 빛을 발했다. ... 우리 민족이 애도하는 사람이 바로 이런 분이었다.
리의 말은 미국인의 기억 속에 워싱턴의 압도적인 명성을 각인시키는 기준이 되었다. 워싱턴은 특히 국가 정부와 대통령직에 대한 많은 선례를 세웠다. 1951년에 워싱턴이 세운 불문율적인 2선 제한은 미국 수정 헌법 제22조가 되었다. 그는 또한 대통령 거부권을 처음으로 사용한 대통령으로서 헌법적 선례를 세웠다.
일찍이 1778년에 그는 "국부"로 칭송받았으며, 종종 미국 건국의 아버지 중 가장 중요한 인물로 여겨진다. 그는 자비로운 국가 건설자의 전형적인 예로 전 세계적으로 명성을 얻었다. 고든 우드가 결론짓듯이, 그의 삶에서 가장 위대한 행동은 군 총사령관직 사임이었다. 이는 귀족 유럽을 놀라게 한 행동이었다. 화가 벤저민 웨스트에 따르면(그의 동료 조지프 패링턴의 일기에 기록됨):
웨스트는 [1781년에]... 왕이 미국에 대해 이야기하기 시작했다고 내게 말했다. 왕은 미국이 독립을 선언하면 워싱턴이 무엇을 할 것인지 웨스트에게 물었다. 웨스트는 [워싱턴이] 사적인 상황으로 은퇴할 것이라고 믿는다고 말했다. 왕은 그렇게 한다면 그는 세계에서 가장 위대한 사람이 될 것이라고 말했다.
워싱턴은 오랫동안 군사 및 혁명 영웅뿐만 아니라 깊은 의무감, 명예, 애국심을 지닌 위대한 인격의 소유자로 여겨졌다. 그는 교과서와 수업에서 빛나는 모범으로 칭송받았다. 용감하고 선견지명이 있어 8년간의 힘든 전쟁과 수많은 고난 속에서 대륙군을 끈질긴 의지로 유지했고, 절제심이 있어 전쟁이 끝날 무렵 왕이 되어야 한다는 생각에 불쾌감을 표했으며, 대통령직을 두 번 역임한 후 스스로 물러났다.
1790년, 워싱턴의 절친한 친구인 벤저민 프랭클린이 사망했다. 프랭클린은 유언장에서 1780년대 프랑스 대사로 재직하면서 받은 지팡이를 워싱턴에게 남겼다. 프랭클린은 유언장에서 워싱턴을 왕으로까지 칭하며 높이 평가했다.
정교하게 만들어진 자유의 모자 형태의 금 머리 장식이 달린 나의 멋진 야생 사과나무 지팡이를 나의 친구이자 인류의 친구인 워싱턴 장군에게 준다. 만약 그것이 홀이었다면, 그는 그것을 받을 자격이 있으며 어울릴 것이다.
워싱턴은 항상 미국에서 공화주의 덕목의 모범이었다. 그는 전쟁 영웅이나 건국의 아버지라기보다는 인격적인 모범으로 여겨진다. 공화주의 가치 면에서 워싱턴의 가장 위대한 업적 중 하나는 마땅히 받을 권리 이상의 권력을 행사하지 않은 것이다. 그는 정치적 음모를 피하여 좋은 평판을 유지하는 데 신중했다. 그는 족벌주의나 정실주의에 관심이 없었다. 예를 들어, 그는 전쟁 중 자신의 사촌인 윌리엄 워싱턴에게 군사 승진을 거절했는데, 이는 특혜로 여겨질까 봐 우려했기 때문이었다. 토머스 제퍼슨은 "단 한 인물의 절제와 덕성이 이 혁명이 다른 대부분의 혁명처럼 자유의 전복으로 끝나지 않도록 막았을 것이다"라고 썼다.

## 미국의 아버지
마운트 버넌의 조지 워싱턴 디지털 백과사전에 따르면:
미국의 아버지로서 워싱턴은 모세가 이스라엘 백성을 이집트의 속박에서 해방시킨 것처럼 미국을 영국의 속박에서 해방시킨 국가의 정치적 구세주로 칭송받았다. 신명기 마지막 장에서 모세의 죽음을 묘사한 구절들은 뉴잉글랜드의 추도사에서 워싱턴의 죽음의 중요성을 설명하기 위해 자주 사용되었다....미국 국회의사당 돔에 있는 유명한 프레스코화인 워싱턴의 성화는 워싱턴이 하늘로 올라가 신이 되는 모습을 각 식민지를 상징하는 13명의 처녀들에 둘러싸여 있는 것으로 묘사한다.
그는 미국 독립 전쟁에서 최고 사령관이었고, 1798년에 중장(현재 3성 장군)으로 임명되었음에도 불구하고, 이후 모든 4성 이상의 장군들이 워싱턴보다 상위 계급이었다는 것은 모순적으로 보였다. 이 문제는 1976년 건국 200주년이 되는 해에 워싱턴이 의회의 법률에 따라 사후에 미육군장군 계급으로 추서되면서 해결되었다. 이 진급은 1976년 7월 4일로 소급 적용되었고, 이로써 워싱턴은 영구적으로 미국의 최고 군사 책임자가 되었다.

## 첫 번째 미국 대통령
워싱턴은 미국 헌법에 따른 첫 번째 미국 대통령이었고, 1789년과 1792년에 선거인단에 의해 만장일치로 선출되었다. 그는 모든 선거인단 표를 받은 유일한 대통령으로 남아 있다. 당시의 시스템은 각 선거인이 두 표를 던지고, 승자가 대통령이 되고, 차점자가 부통령이 되도록 규정하고 있었다. 1789년과 1792년 선거에서 모든 선거인들은 한 표를 워싱턴에게 던졌다. 따라서 그는 만장일치로 대통령에 선출되었다고 말할 수 있으며, 이는 그만의 유산이 되었다.

### 노예제도

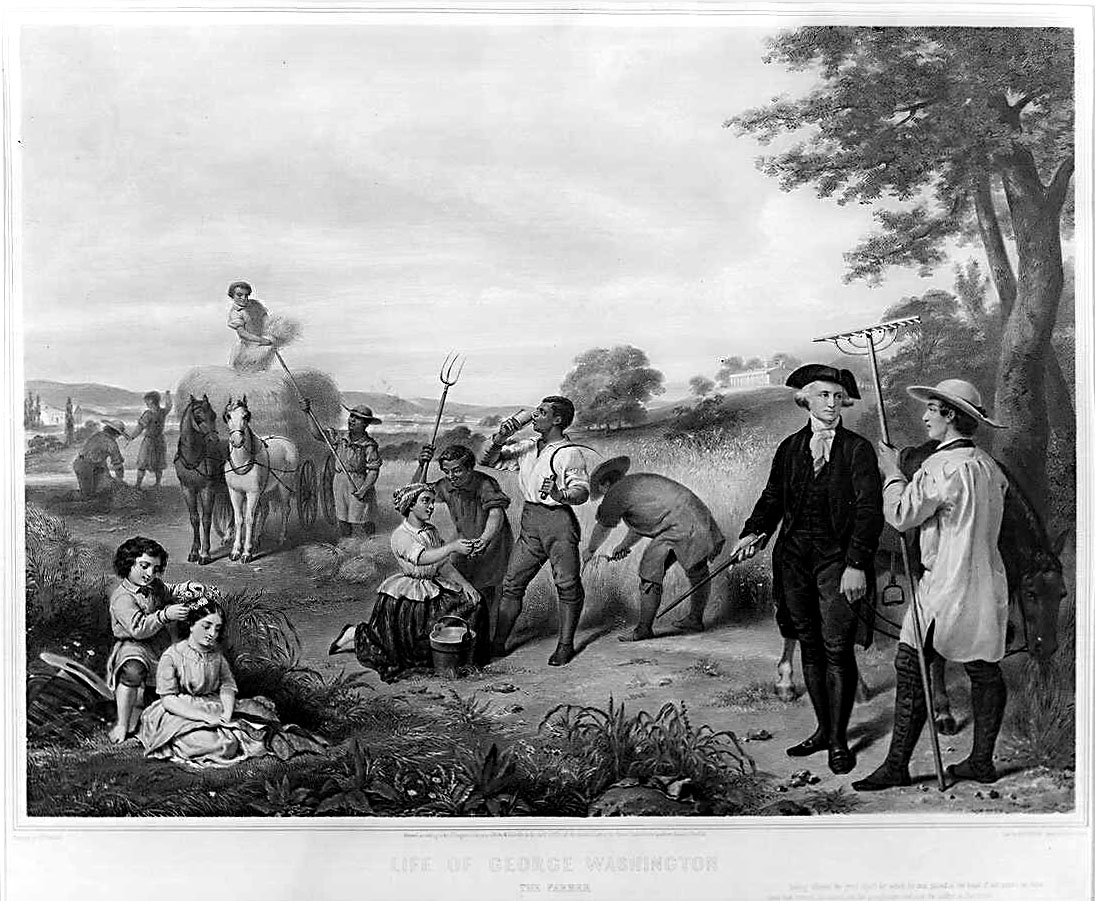
이 19세기 판화는 마운트 버넌에서 노예들을 감독하는 워싱턴을 묘사한다.

워싱턴은 노예제도 자체가 결국 사라지고 북부 주에서 막 시작되고 있던 산업 혁명으로 대체될 것이라고 믿었다.
미국 독립 혁명 이전에는 워싱턴이 노예제도에 대해 어떤 적대감도 보이지 않았다. 1775년부터 1784년 사이에 자연권을 가진 인간이 태어난다는 평등주의적 신념에 영향을 받아 혁명 중에 노예제도에 대한 그의 견해가 바뀌었다. 워싱턴은 또한 혁명 중에 혁명군에서 복무한 자유 흑인들이 백인 병사들이 보여준 근면함, 헌신, 용기에 필적할 수 있다는 것을 발견했다. 1794년 대통령 재임 중 워싱턴은 노예제도에 대한 딜레마를 해결하기 위해 마운트 버넌의 재산을 농부들에게 임대하려 했는데, 이때 노예들은 유급 자유 노동자로 일하도록 했다. 이 아이디어는 워싱턴의 친한 친구이자 노예 폐지론자인 라파예트 후작이 1784년에 제안한 것이었다. 그러나 이 계획은 실현 불가능했고 토지를 구매할 사람을 찾을 수 없었다. 워싱턴 자신은 자신의 노예들을 해방시키고 그들을 노동자로 고용할 수 있었지만, 그렇게 하지 않았다. 역사가들에 따르면, 1799년 그의 사망과 함께 새로운 유언은 본질적으로 마운트 버넌을 폐허로 만들었으며, 이는 워싱턴이 평생 동안 인간 착취에 관여한 것에 대한 속죄 행위였다. 마사는 1800년에, 자신의 죽음 16개월 전에 워싱턴의 노예들을 자발적으로 해방시켰다.

## 대통령 선례
조지 워싱턴은 미국 초대 대통령으로서 행정부의 역할을 형성하는 데 도움이 되는 지속적인 전통을 수립했다. 워싱턴은 효과적인 행정 역할을 수립해야 한다는 것을 알았지만, 개인의 주권과 제한된 정부의 중요성도 이해했다. 그 자신과 국가에게 행정부가 군주제와 비슷하지 않다는 것을 보여주는 것이 매우 중요했다. 미국 헌법은 그러한 목적을 위해 만들어졌으며 정부 권한을 세 개의 독립적인 지부로 나누었다. 미국 헌법 제2조는 행정부의 권한을 명시하고 있지만 모호하게 작성되어 있다. 따라서 워싱턴은 대통령의 헌법적 권한을 수행하는 데 필요한 제도를 만들어야 했다. 그렇게 함으로써 오늘날까지 주목할 만한 선례들이 생겨났다.
조지 워싱턴은 취임부터 은퇴까지 대통령직의 역할에 영향을 미쳤다. 처음부터 워싱턴은 왕처럼 보이거나 왕으로 불리기를 원치 않았다. 그는 "대통령님(Mr. President)"이라는 칭호를 선호했으며, 이는 오늘날에도 대통령을 부르는 방식이다. 워싱턴은 또한 취임 절차를 형성했다. 워싱턴이 취임 선서를 할 때, 그는 오른손을 성경 위에 얹었다. 이는 필수 사항은 아니지만, 대부분의 대통령에게는 전통이 되었다.
1790년 1월 8일, 워싱턴은 의회 합동 회의에서 첫 번째 취임 연설을 했다. 현재 국정연설로 알려진 이 연설은 대통령이 "때때로 연방의 상태에 대한 정보를 의회에 제공하고, 필요하고 편리하다고 판단하는 그러한 조치들을 고려하도록 권고해야 한다"고 명시하는 미국 헌법 제2조 제3항을 이행하기 위한 발판을 마련했다. 이후 대통령들은 매년 의회에 국정연설을 했다.
대통령의 내각과 내각 구성원 선발은 헌법에 명시적으로 나와 있지 않다. 워싱턴은 조언을 받는 것의 중요성을 이해하고 있었으므로 행정 부처 장관을 임명하는 관행을 수립했다. 헌법 제2조 2항은 그에게 그렇게 할 권한을 부여하며, 대통령이 "상원의 조언과 동의를 받아... 미국의 모든 다른 공무원들을 임명해야 한다"고 명시한다."
워싱턴은 단 8년 동안 재임함으로써 대통령이 2임기를 마친 후 물러나는 것이 용인되고 명예롭다는 것을 보여주었다. 이는 4임기를 역임한 프랭클린 D. 루스벨트를 제외한 모든 이후의 대통령들에게 공통적인 관행이었다. 1951년에 비준된 미국 수정 헌법 제22조는 모든 미래 대통령의 임기를 최대 2임기로 제한하여, 이 전통을 법으로 만들었다. 조지 워싱턴은 대통령직에서 물러나 자신의 행정부와 새로 취임하는 존 애덤스 행정부 간의 원활한 전환을 보장했다. 그는 다음 임기에 출마하기를 거부했고, 대통령이 기꺼이 자신의 직책에서 물러나 다음 대통령을 선출하는 민주적 투표 과정을 신뢰할 수 있음을 증명했다.

## 기념물

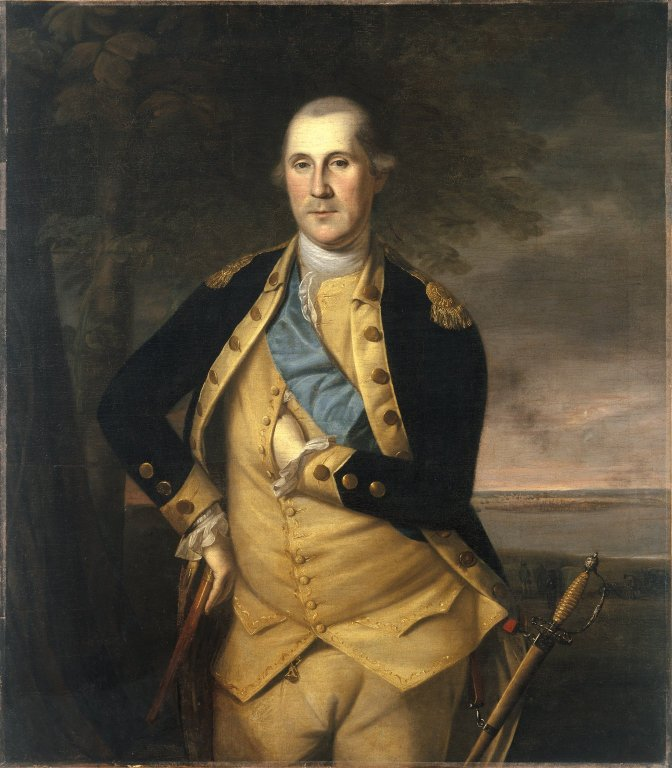
찰스 윌슨 필의 조지 워싱턴, c. 1776

워싱턴의 얼굴과 이미지는 국기, 국새와 같은 상징들과 함께 종종 미국의 국가 상징으로 사용된다. 아마도 그의 유산을 가장 널리 기념하는 것은 미국 1달러 지폐와 쿼터 달러 주화에 그의 이미지가 사용되는 것일 것이다. 워싱턴은 시어도어 루스벨트, 토머스 제퍼슨, 에이브러햄 링컨과 함께 러시모어산 국립기념물에 돌로 조각되어 있다.
미국 독립 혁명 승리 이후, 워싱턴을 기리는 기념물을 세우자는 많은 제안이 있었다. 그의 사망 후, 의회는 수도에 적절한 기념물 건립을 승인했지만, 1801년 민주공화당이 의회를 장악하면서 결정이 번복되었다. 민주공화당은 워싱턴이 연방당의 상징이 된 것에 실망했다. 더욱이, 공화주의의 가치는 강력한 인물에게 기념물을 세우는 생각에 적대적으로 보였다. 추가적인 정치적 다툼과 남북 전쟁의 분열로 인해 워싱턴 기념탑은 19세기 후반까지 완공되지 못했다. 그 무렵 워싱턴은 남북 모두에게 기념될 수 있는 국가적 영웅의 이미지를 갖게 되었고, 그를 기리는 기념물은 더 이상 논란의 여지가 없었다. 내셔널 몰의 오벨리스크보다 수십 년 앞서, 워싱턴을 기리는 첫 번째 공공 기념물은 1827년에 메릴랜드주 분스보로 시민들에 의해 건립되었다.

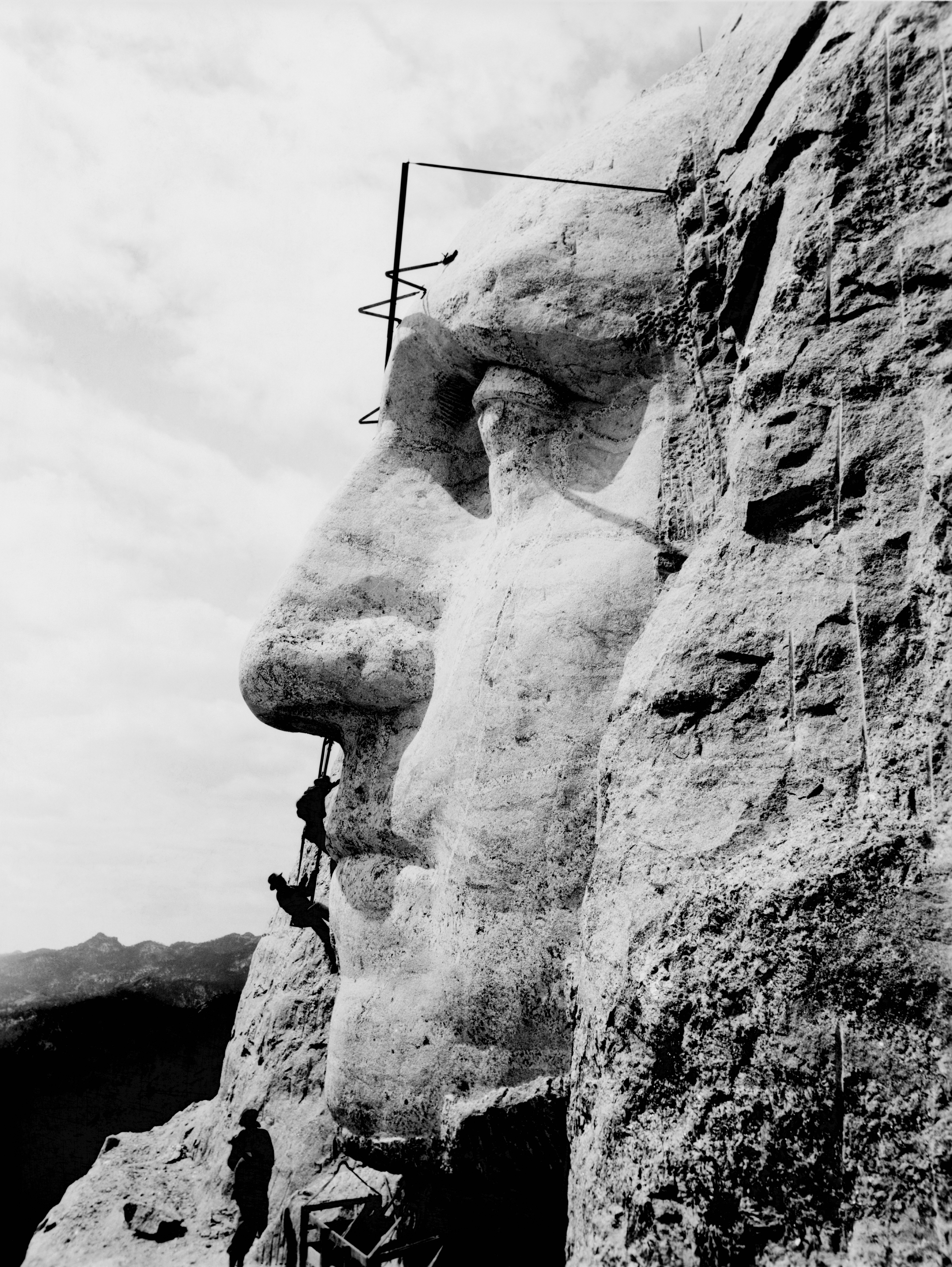
러시모어산의 조지 워싱턴 초상화 공사 현장, c. 1932

많은 것들이 워싱턴을 기려 명명되었다. 조지 워싱턴은 국가 수도인 워싱턴 D.C.와 대통령의 이름을 딴 유일한 주(州)인 워싱턴주의 이름이 되었다. 가장 잘 알려진 미국 랜드마크 중 하나인 워싱턴 기념탑은 그를 기리기 위해 세워졌다. 미국 전역의 다양한 대학들이 조지 워싱턴의 이름을 따서 명명되었다. 미국 해군은 워싱턴의 이름을 따서 세 척의 함선을 명명했다. 뉴욕과 뉴저지주를 잇는 조지 워싱턴 교와 야자수 속인 워싱토니아 또한 그의 이름을 따서 명명되었다. 런던 내셔널 갤러리에는 워싱턴의 청동상이 서 있는데, 이는 버지니아주가 기증한 것이다.
미국에는 이 외에도 여러 "워싱턴 기념물"이 있는데, 그중 두 개의 유명한 기마상이 하나는 맨해튼에, 다른 하나는 버지니아주 리치먼드에 있다. 워싱턴의 기마상을 처음으로 보여주는 동상은 1856년에 헌정되었으며 맨해튼의 유니언 스퀘어에 위치해 있다. 두 번째 동상은 버지니아 워싱턴 기념물 또는 조지 워싱턴 기마상으로 알려져 있으며 1858년에 공개되었다. 이는 워싱턴의 두 번째 미국 기마상이지만 미국 연합국의 공식 인장에 중요하게 등장한다.
조각가 장앙투안 우동이 실물을 본떠 만든 대리석 워싱턴 동상은 현재 버지니아주 리치먼드에 있는 주 의사당 원형 홀에 놓여 있다. 22개의 정확한 청동 복제품 중 하나인 복제품은 1921년에 버지니아주에 의해 영국에 기증되었으며 현재 트라팔가 광장의 내셔널 갤러리 앞에 서 있다.
뉴욕시 워싱턴 스퀘어 공원의 워싱턴 스퀘어 아치(1892년)는 아마도 워싱턴의 취임 100주년을 기념하는 미국에서 가장 유명한 기념물일 것이다.
1917년에 886 워싱토니아 소행성은 그의 이름을 따서 명명되었다.

### 워싱턴 기념탑 (1885)

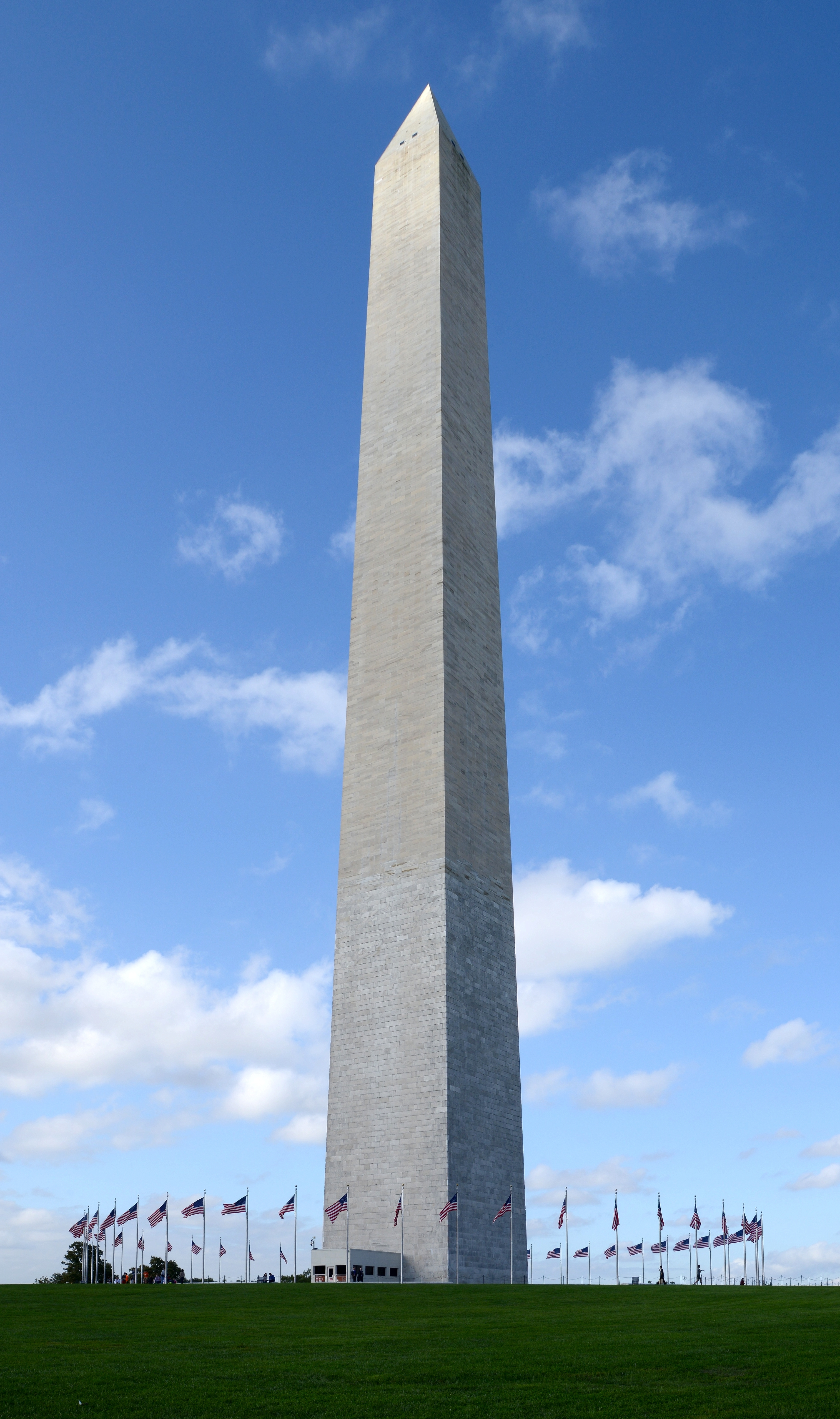
워싱턴 기념탑

워싱턴 생전의 연방 도시 (워싱턴 D.C.)는 원래 워싱턴의 기념물을 위한 장소로 설계되었다. 건축가 피에르 랑팡은 의사당과 백악관 남서쪽에 워싱턴 기념물을 위한 부지를 특별히 할당했다. 도시는 1800년에 완공되었고 공식적으로 워싱턴의 이름을 따서 명명되었다. 1799년 12월 워싱턴이 사망한 후, 의회는 약속했음에도 불구하고 워싱턴의 대리석 기념물을 위한 예산을 책정하지 않았다. 30년 동안, 의회는 워싱턴 기념물을 위한 자금을 여전히 승인하지 않았다. 이는 많은 사람들의 분노를 샀고, 초대 미국 대통령을 기릴 때가 되었다고 믿는 사람들을 실망시켰다. 1833년에는 민간 워싱턴 국립 기념탑 협회가 설립되었다. 협회는 민간 기부자로부터 자금을 모금하여 의회 자금 없이 기념물을 건설하기 시작했다. 1845년, 협회는 로버트 밀스의 디자인을 선택했는데, 이는 600피트 높이에 30개의 100피트 기단 기둥을 포함하는 비싸고 호화로운 이집트 오벨리스크였다.
1848년 7월 4일 기념물 건설이 시작되었다. 지하 80평방피트의 피라미드형 기초가 세워진 후 55피트 1.5인치 높이의 대리석 기단이 건설되었다. 1854년까지 탑은 지상 156피트에 도달했지만, 자금 부족으로 추가 건설은 중단되었다. 남북 전쟁 내내 기념물은 미완성 상태로 남아 있었고, 의회는 또 다른 10년 동안 이 프로젝트를 인수하기를 거부했다. 율리시스 S. 그랜트 대통령 재임 기간인 1876년 7월 5일에야 의회는 마침내 워싱턴 기념물 건설 및 자금 지원을 인수하는 법률을 통과시켰다. 1884년 12월 6일, 3,300파운드의 꼭대기 돌이 탑 꼭대기에 놓였고, 워싱턴 기념물은 마침내 완성되었다. 디자인 변경이 있었지만, 완성된 기념물은 높이 555피트로, 기단 너비의 10배에 달하여 세계에서 가장 높은 탑이 되었다. 화려한 100피트 기단 기둥 30개는 미적인 이유와 비용상의 이유로 폐기되었다. 기념물은 1885년 2월 21일에 공식적으로 헌정되었다.
2011년 8월 23일, 워싱턴 D.C.에서 남서쪽으로 95마일 떨어진 곳에서 규모 5.8의 지진이 발생했다. 기념탑의 전망대에서는 방문객들이 흔들림에 의해 이리저리 던져졌고, 떨어지는 모르타르와 돌 파편으로 인해 경미한 부상을 입었다. 심각하게 다친 사람은 없었으며 모두 안전하게 기념탑 내부에서 대피했다. 그러나 지진으로 인해 기념탑과 공원은 일반인에게 폐쇄되었다. 32개월 후인 2014년 3월 12일, 수리 작업으로 방문객들이 전망대로 올라갈 수 있게 되면서 기념탑은 다시 방문객에게 개방되었다. 엘리베이터 문제로 방문객과 직원들이 갇혀 계단을 걸어 내려와야 했고, 공원은 2016년 8월 17일에 무기한 폐쇄되었다. 기념탑은 2019년 봄에 다시 일반인에게 개방될 예정이었다. 이후 1880년대에 유입된 것으로 추정되는 오염된 지하 토양 완화 작업으로 인해 2019년 8월까지 개방이 지연되었다.

### 러시모어산 (1941)

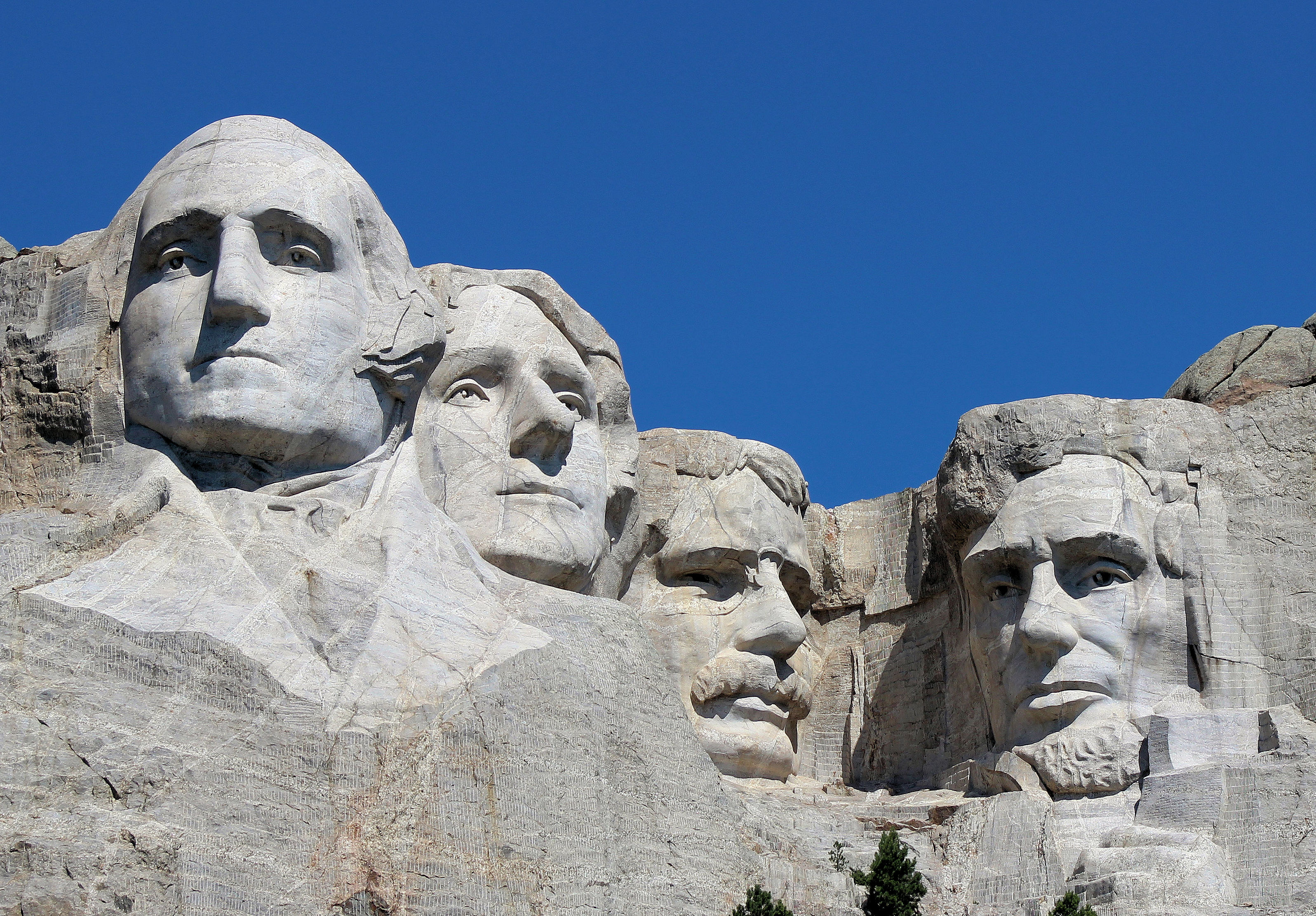
러시모어산, 민주주의의 성지, 왼쪽에 있는 워싱턴

1923년, 역사가 도안 로빈슨은 사우스다코타주 블랙힐스에 거대한 조각상을 만들 계획을 세웠다. 1924년 8월, 로빈슨은 유명한 조각가 거츤 보글럼에게 편지를 보내 사우스다코타를 방문하여 산 조각상 제작에 대해 논의해 달라고 요청했다. 로빈슨은 보글럼이 스톤 마운틴에 만든 남부 연합 기념물에 깊은 인상을 받았다. 보글럼은 프로젝트에 참여하기로 동의하고 1924년 9월과 1925년 8월에 두 번 로빈슨을 만났다. 두 번째 방문에서 보글럼은 거대한 조각상에 적합한 장소를 찾았고, 뉴욕 변호사 찰스 E. 러시모어의 이름을 따서 명명된 화강암으로 이루어진 러시모어산을 발견했다. 국가적 인정을 받기 위해 조지 워싱턴, 토머스 제퍼슨, 시어도어 루스벨트, 에이브러햄 링컨을 포함한 네 명의 저명한 대통령이 조각상으로 선택되었다. 워싱턴은 "자유를 위한 빛과 공화국의 탄생"을 상징하기 위해 선택되었다. 워싱턴은 일반 시민의 권리를 옹호했다고 믿어졌다.
1927년 8월 10일, 프로젝트가 시작되었고, 대규모의 혁신적인 발파 및 시추 기술이 적용되었다. 그러나 자금 부족으로 인해 기념물 제작 기간은 14년으로 늘어났지만, 실제 작업 시간은 6+1⁄2년에 달하는 어렵고 위험한 작업이었다. 기념물을 건설하는 데 400명의 인력이 투입되었지만, 놀랍게도 아무도 사망하지 않았다. 석조 조각상의 표면은 콘크리트 보도처럼 매끄럽게 마무리되었다. 이 프로젝트는 989,992.32달러가 들었으며, 1941년 10월에 완료되었다. 연방 자금 836,000달러가 사용되었고, 나머지는 민간 기부로 충당되었다. 미국 헌법에 따른 초대 대통령으로서 워싱턴의 초상화는 거대한 규모로 조각된 최초의 작품이었다. 대통령들 중에서도 존경받는 그는 다른 세 명의 대통령들 앞에 전시되도록 선택되었다. 워싱턴은 미국 독립 혁명 동안 자유를 위해 싸웠다고 믿어졌다. 워싱턴은 높이 평가되었으며, "존엄, 신중함, 존경"을 가지고 직무를 수행했다고 믿어졌고, 다른 대통령들이 따라야 할 모범이었다.

로빈슨은 "러시모어산의 아버지"로 여겨졌다. 존 볼랜드는 러시모어산의 자금을 모으고 관리했다. 볼랜드는 1925년에 로빈슨을 통해 러시모어산 프로젝트에 소개되었다. 어려웠던 시기에도 볼랜드는 러시모어산 프로젝트가 중단되지 않도록 했고, 미지급 채권자들과 협력했다. 윌리엄 윌리엄슨(사우스다코타주) 하원의원은 러시모어산 프로젝트의 연방 자금 조달을 주도했다. 윌리엄스는 1927년에 캘빈 쿨리지 대통령을 설득하여 블랙힐스로 여행하게 했다. 피터 노벡 상원의원(사우스다코타주)은 연방 자금이 부족했던 시기에도 러시모어산 프로젝트를 계속 진행시켰다.

### 장소
많은 장소와 기관들이 워싱턴의 이름을 따서 명명되었다. 워싱턴의 이름은 미국의 수도인 워싱턴 D.C.의 이름이 되었는데, 이는 전 세계 두 개의 수도 중 하나로 미국 대통령의 이름을 딴 것이다(다른 하나는 몬로비아, 라이베리아). 워싱턴주는 미국 대통령의 이름을 딴 유일한 주이다. 조지 워싱턴 대학교와 워싱턴 대학교 세인트루이스가 그의 이름을 따서 명명되었고, 워싱턴 앤드 리 대학교(구 워싱턴 아카데미)도 1796년 워싱턴의 거액 기부금 때문에 개명되었다. 메릴랜드주 체스터타운의 워싱턴 칼리지(1782년 메릴랜드 주 헌장으로 설립)는 워싱턴 생전에 50 기니 서약을 통해 지원받았고, 1789년(워싱턴이 대통령으로 선출될 때까지)까지 대학 방문 및 이사회에서 봉사했다. 미국 인구조사국의 1993년 지리 데이터에 따르면, 워싱턴은 미국에서 17번째로 흔한 거리 이름이며, 가장 흔한 20개 거리 이름 중 유일하게 사람의 이름을 딴 것이다.

## 100주년 기념 행사

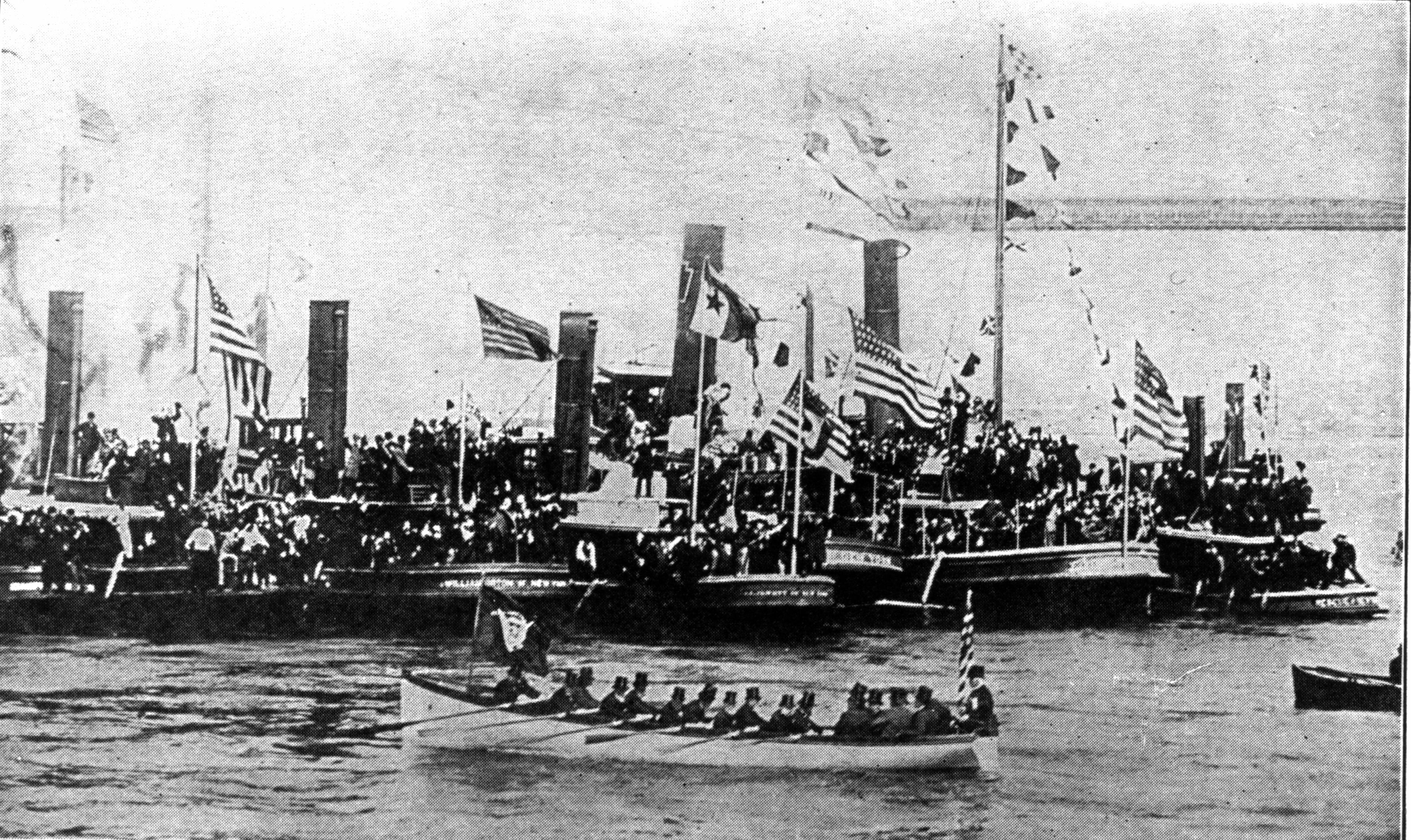
벤저민 해리슨 대통령이 1889년 4월 29일 월스트리트 해안으로 노를 저어 왔다.

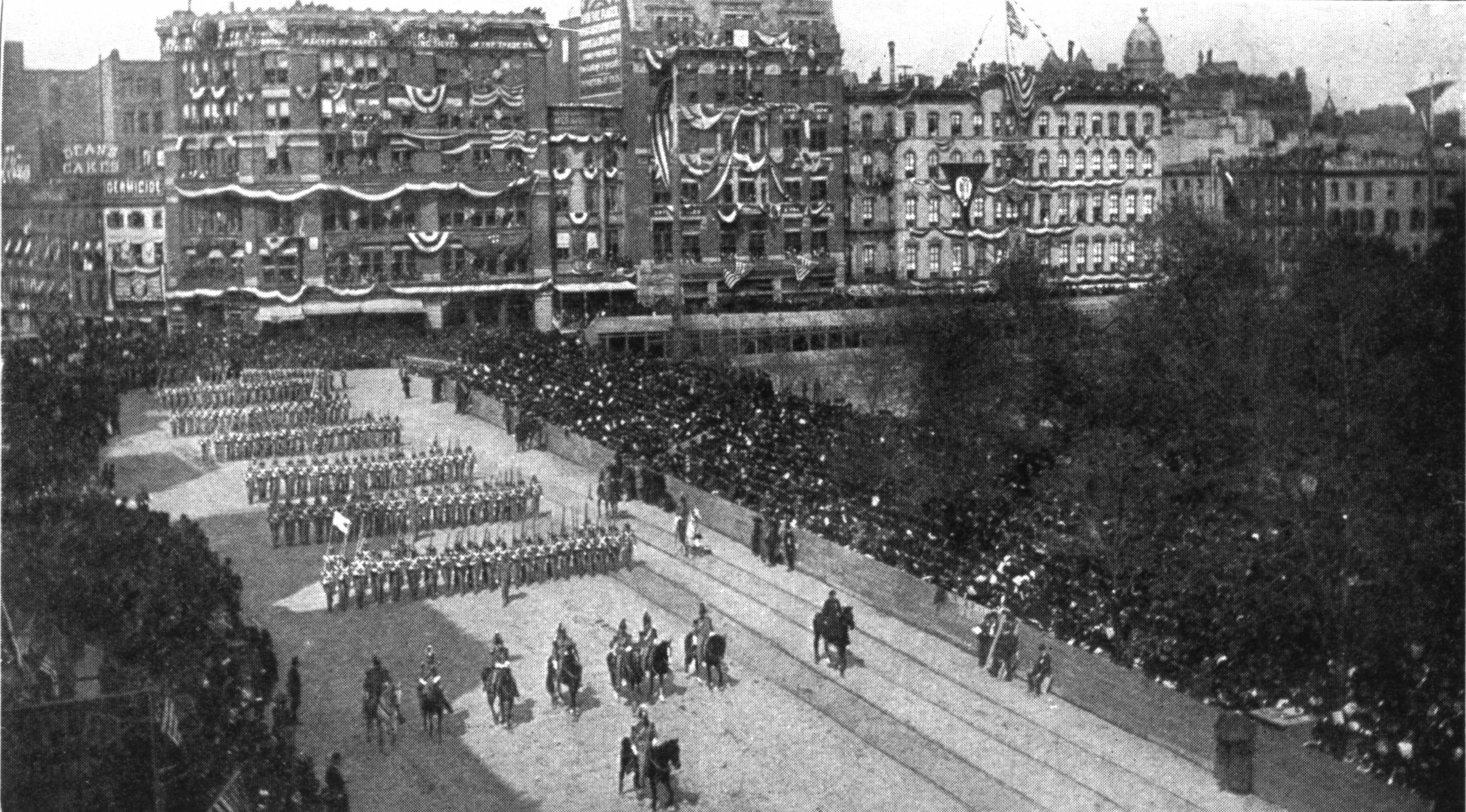
워싱턴 취임 100주년 기념, 1889년, 뉴욕. 브로드웨이 유니언 스퀘어를 지나가는 퍼레이드.

워싱턴 대통령 취임 100주년 기념일은 1889년 4월 30일이었다. 이 기념일을 맞아 벤저민 해리슨 대통령은 100년 전의 일정을 따랐는데, 뉴저지 주지사 관저에서 뉴욕시 월가 발치까지, 브로드웨이에 있는 오래된 세인트 폴 교회까지, 그리고 초대 행정수반이 처음으로 취임 선서를 한 장소까지 이동했다. 3일 동안 해군, 군사, 산업 퍼레이드가 이어졌고, 음악, 연설, 행렬, 축제 등이 열렸다. 이 100주년을 기념하여 휘티어는 송가를 작곡했다. 57년 전 "아메리카"를 썼던 유서 깊은 S. F. 스미스도 이 행사에 영감을 받아 센츄리 찬가를 작사하고, "아메리카"에 다음 구절을 추가했다.
| “ | 우리의 즐거운 마음 오늘, 그들의 감사하는 헌사를 바치네, 행복하고 자유로우니, 우리의 노고와 두려움 후, 우리의 피와 눈물 후, 백 년의 세월로 강해져서, 오 하나님, 주께. | ” |

## 국제 사회

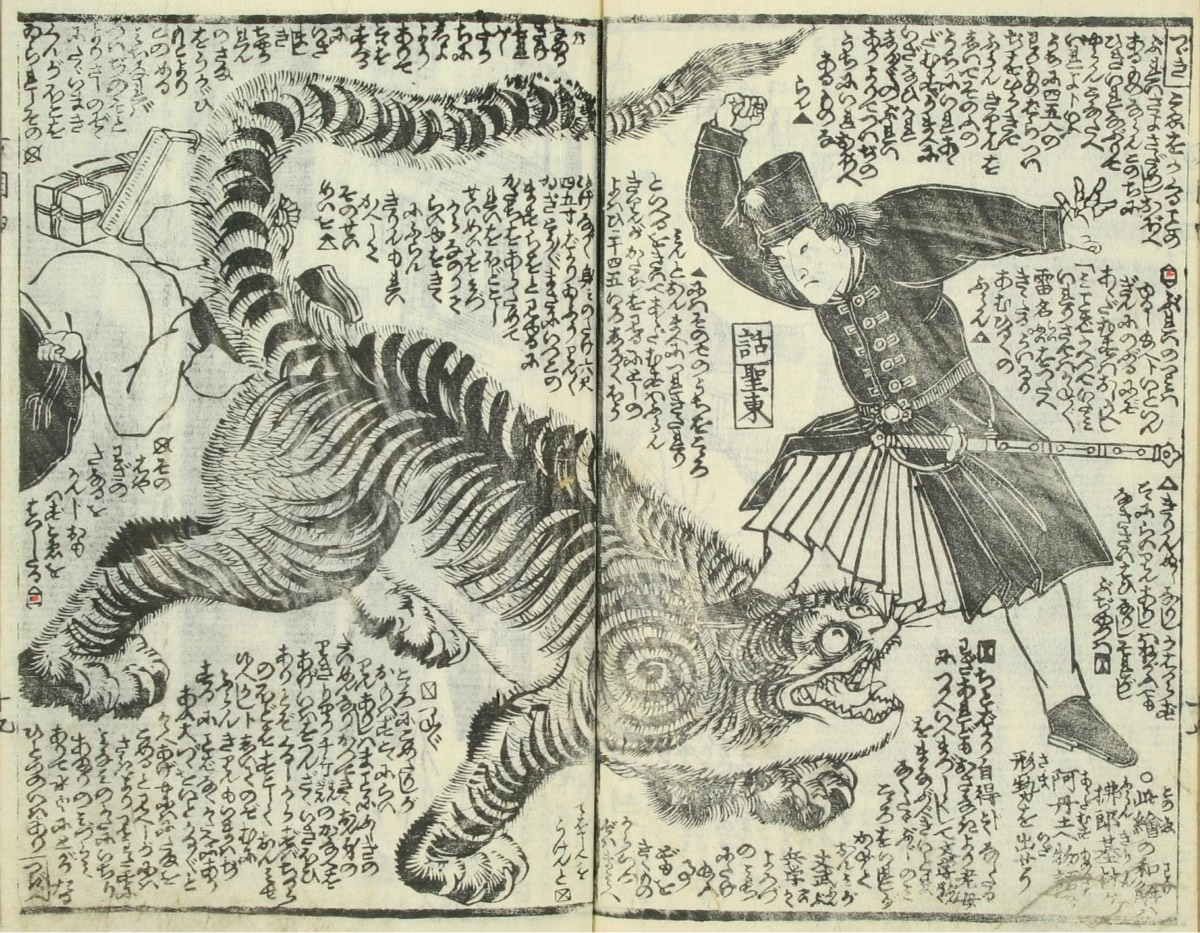
일본 필사본에 묘사된 호랑이와 싸우는 워싱턴의 그림

### 영국
워싱턴은 영국과의 전쟁을 이끈 인물이었음에도 불구하고, 전쟁 중과 전쟁 후에 영국 대중과 엘리트의 여론은 그에게 매우 호의적이었다. 영국 언론은 대륙회의와 뉴잉글랜드 급진주의자들을 비난하면서도 워싱턴을 거의 항상 호의적으로 묘사했다. 영국 신문들은 워싱턴의 개인적인 성격과 군사 지휘관으로서의 자질을 일상적으로 칭찬했다. 의회 연사들은 일반적으로 그의 용기, 인내, 그리고 군대 복지에 대한 관심을 칭찬했다. 그들은 종종 그가 자국의 영국 장군들보다 더 모범적이라는 점을 지적했다. 워싱턴이 정치에 관여하기를 거부한 것은 당면한 군사 임무에 전념하고 파벌 싸움에서 벗어난 지도자로서 강조되었다.

### 프랑스
1789년 프랑스 혁명 이전에는 라파예트 덕분에 워싱턴의 명성은 매우 높았다. 그는 시, 연극, 역사서에서 두드러지게 등장했다. 작가들은 그를 남성성, 덕성, 애국심을 상징하는 현대의 킨키나투스로 묘사하며 일부 특징을 과장하고 심지어 날조하기도 했다. 그는 1793년 이후 프랑스 지도자들에게 약간의 적대감을 가지고 비춰졌으나, 보나파르트의 쿠데타 이후 다시 인기를 얻었다. 1815년 이후 잊혔다가 제1차 세계 대전 중 다시 인기를 되찾았다.

### 네덜란드
18세기 후반 네덜란드 지도자들은 신생 국가의 자금 조달을 도왔으며, 스페인 제국으로부터 독립하기 위한 16세기 자국의 성공적인 투쟁이라는 관점에서 영국의 패배를 바라보았다. 그들은 조지 워싱턴을 자국의 역사적 영웅인 빌럼 1세 판 오라녜에 비유했다.

### 라틴아메리카
아르헨티나 독립 지도자 중 한 명인 마누엘 벨그라노는 1813년에 워싱턴의 '고별 연설'을 스페인어로 번역했다. 벨그라노의 서문은 그 내용에 담긴 정치적 이상에 대한 그의 감탄과 동포들에게 이 이상을 전파하고자 하는 그의 열망을 드러냈다.

## 통화 및 우표
워싱턴의 이미지는 미국 통화와 우표에 흔히 사용된다.

### 통화

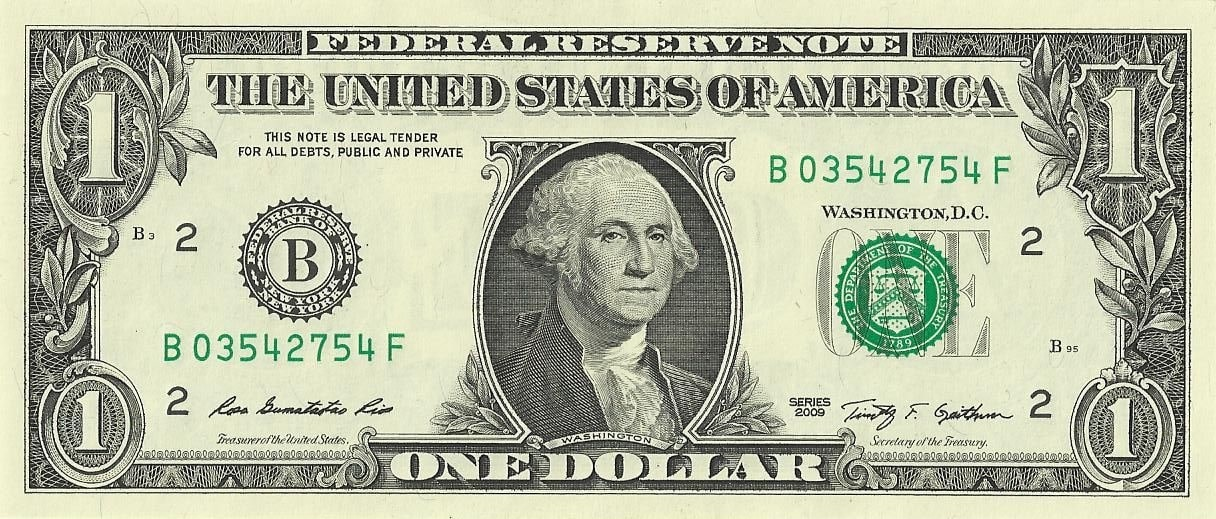
1달러 지폐 앞면
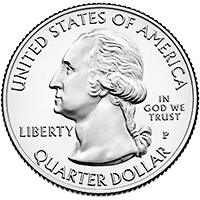
미국 쿼터 주화에 기념된 워싱턴
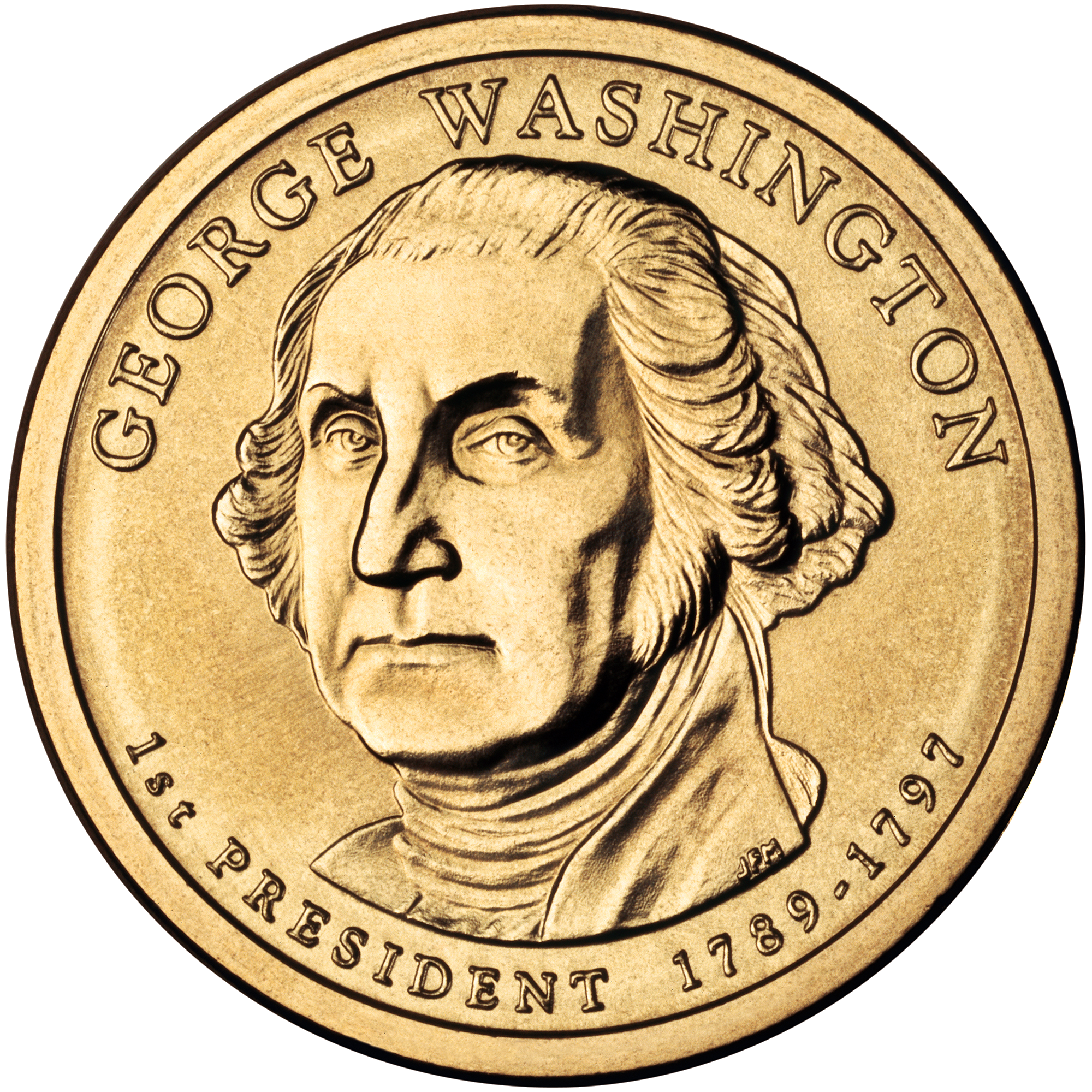
2007년 1달러 주화 앞면

### 우표

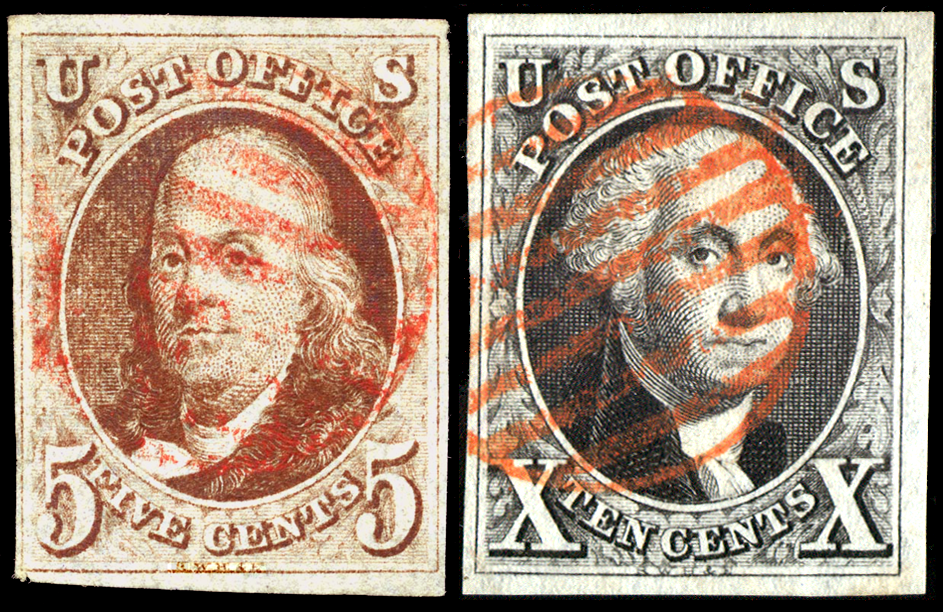
벤저민 프랭클린과 조지 워싱턴: 1847년에 발행된 첫 미국 우표: 첫 우표 발행은 의회의 법률에 의해 승인되었고 1847년 3월 3일에 승인되었다.

워싱턴은 벤저민 프랭클린과 함께 1847년 미국 최초의 우표에 등장했다. 그 이후로 워싱턴은 다른 모든 대통령을 합친 것보다 더 많은 우표 발행에 등장했다.
요크타운 전투에서 워싱턴이 콘월리스에게 거둔 승리는 전투 150주년인 1931년 10월 19일에 2센트 우표로 기념되었다. 조지 워싱턴이 의장으로 있던 헌법 서명 150주년은 1937년 9월 17일에 3센트 우표로 기념되었는데, 이는 줄리어스 브루투스 스턴스의 그림을 각색한 것이다. 뉴욕시 페더럴 홀에서 열린 워싱턴의 대통령 취임 150주년은 1939년 4월 30일에 기념되었다.

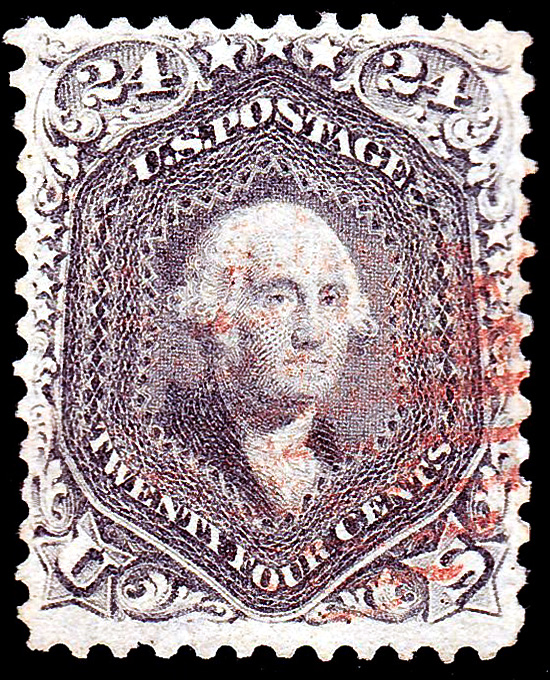
워싱턴, 1862년 발행
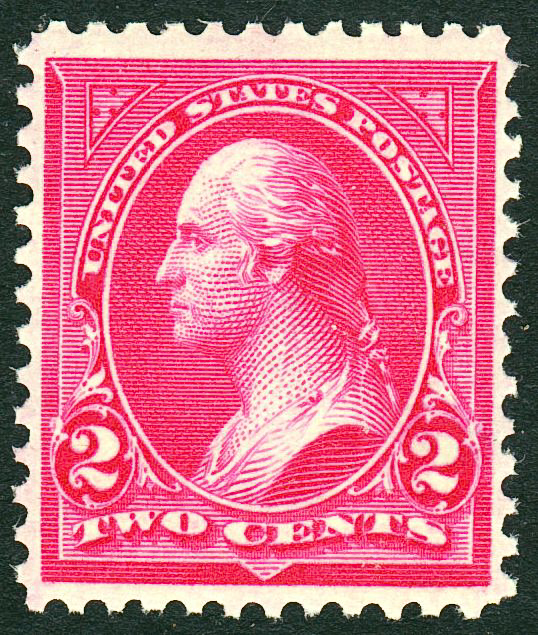
워싱턴, 1895년 발행
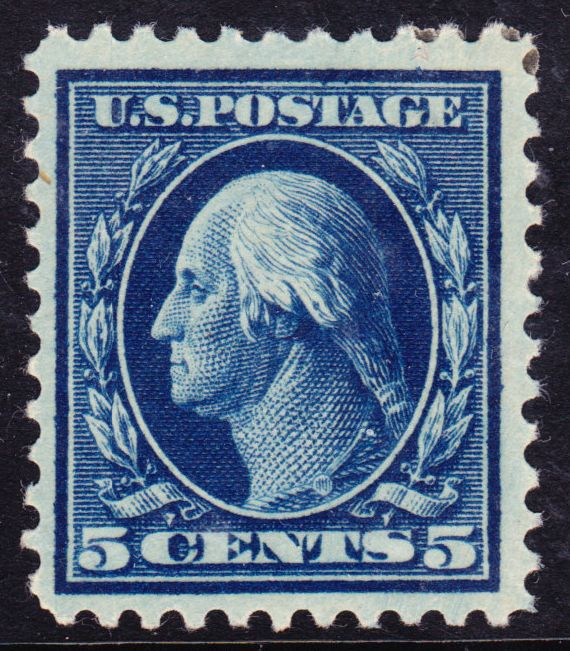
워싱턴-프랭클린, 1917년 발행
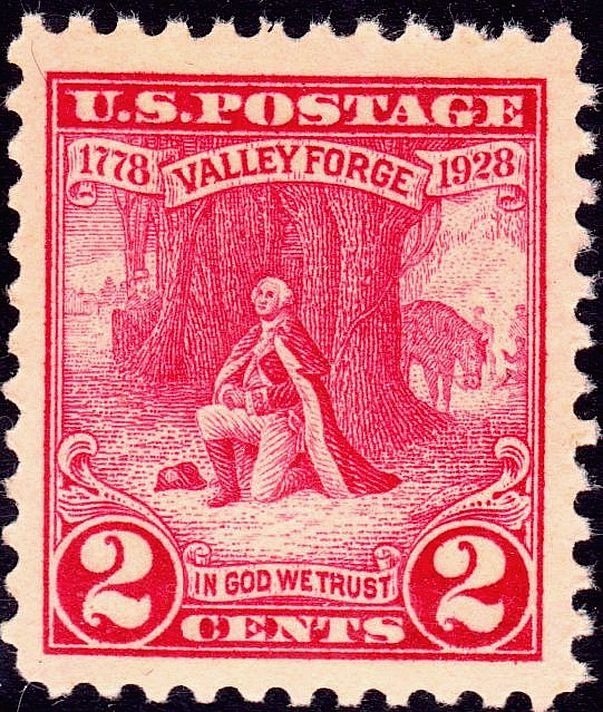
밸리 포지의 워싱턴, 1928년 발행
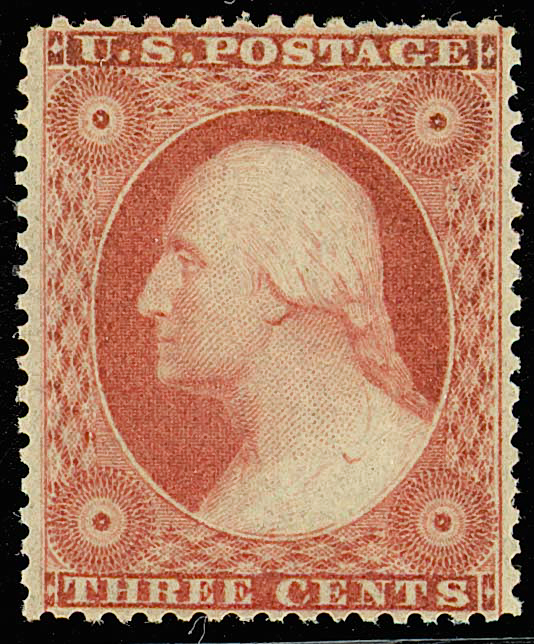
1851/57년 발행
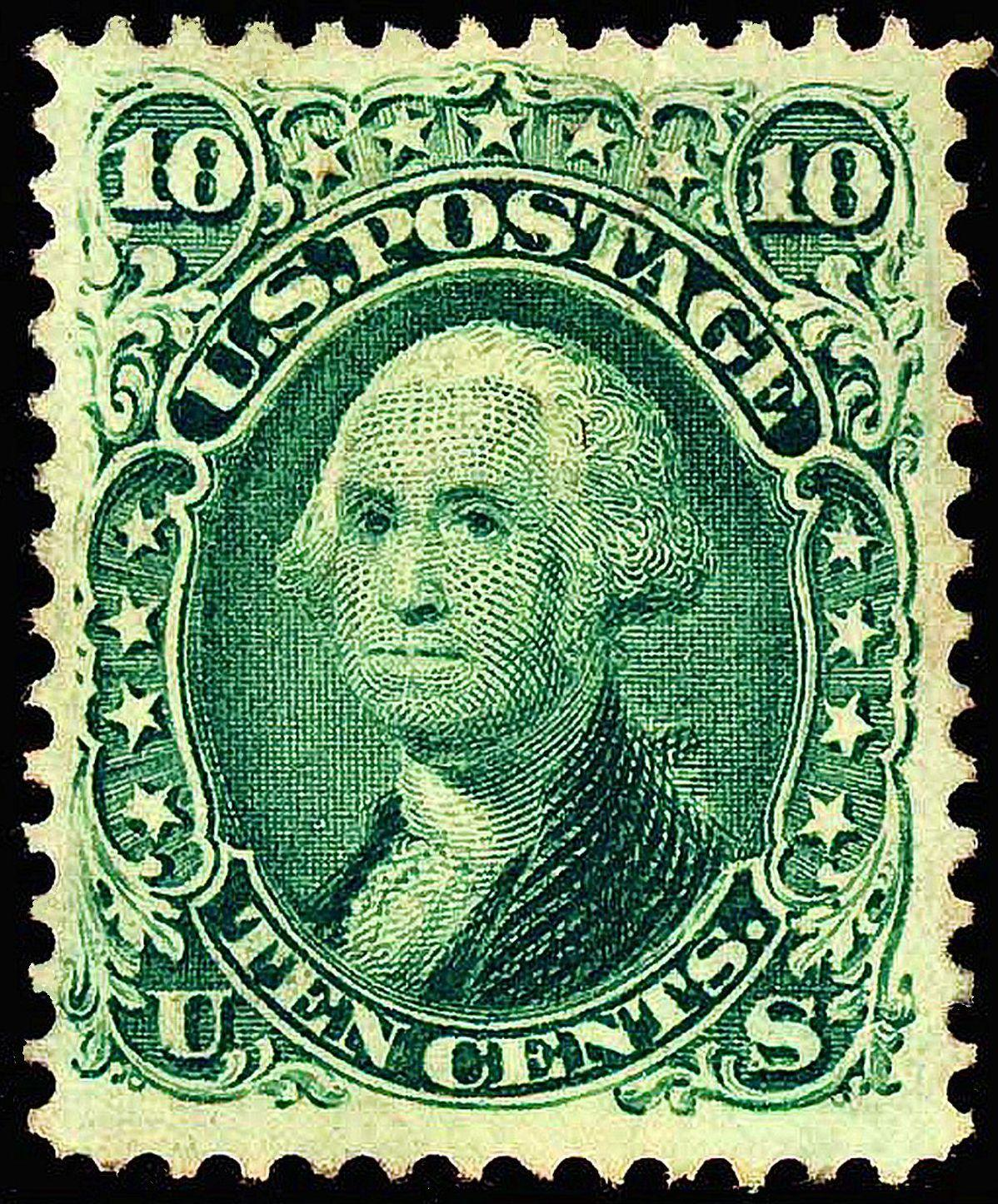
1861년 발행
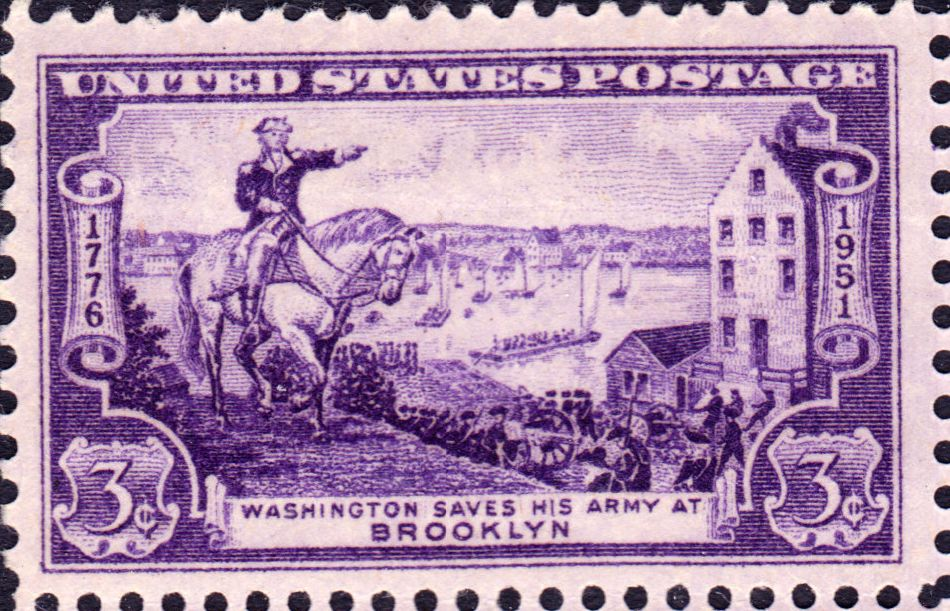
브루클린의 워싱턴, 1951년 발행

## 같이 보기
- 조지 워싱턴 문헌 목록
- 미국 독립 혁명 기념
- 조지 워싱턴 문서 목록
- 미국 건국의 아버지

## 내용주
1. ↑  이전 헌법인 연합규약에 따라 연합회의는 의장을 "미합중국 의회 의장"이라고 불렀다. 이 직위는 행정 권한이 없었지만, 제목의 유사성 때문에 일부 사람들은 워싱턴 이전에 다른 대통령들이 있었다고 생각했다.[10]
2. ↑  나머지 상위 20개 거리 이름은 모두 묘사적(Hill, View 등), 나무 이름(Pine, Maple 등) 또는 숫자(Second, Third 등)이다.

## 더 읽어보기
- Brandt, Lydia Mattice. First in the Homes of His Countrymen: George Washington's Mount Vernon in the American Imagination (U of Virginia Press, 2016). xii, 284 pp
- Bruggerman, Seth C. (2011). 《Here, George Washington Was Born: Memory, Material Culture, and the Public History of a National Monument》. University of Georgia Press. ISBN 9780820342726.
- Cavitch, Max. "The Man That Was Used Up: Poetry, Particularity, and the Politics of Remembering George Washington" American Literature 75#2 (2003) DOI: 10.1215/00029831-75-2-247 online
- Chinard, Gilbert, ed. George Washington as the French Knew Him: A Collection of Texts (Princeton UP, 1940). online
- Cohen, Sheldon S. "Monuments to Greatness: George Dance, Charles Polhill, and Benjamin West's Design for a Memorial to George Washington." Virginia Magazine of History and Biography 99#2 (1991), pp. 187–203 online
- Costello, Matthew Ryan. "'The Property of the Nation': Democracy and the Memory of George Washington, 1799-1865." (PhD dissertation, Marquette University, 2016). online
- Cunliffe, Marcus. George Washington: Man and Monument (1958).
- Dalzell, Robert F. and Lee B. Dalzell. George Washington's Mount Vernon: At Home in Revolutionary America (Oxford UP, 1998).
- Drozdowski, Marian Marek, Ludwik Krzyzanowski, And Gerard T. Kapolka. "George Washington In Polish Historiography And Historical Periodicals." The Polish Review (1989): 127–172. online
- Ferling, Jon. The Ascent of George Washington: The Hidden Political Genius of an American Icon (Bloomsbury Press, 2009).
- Freeman, Douglas Southall. George Washington: A Biography (7 vols., 1948–1957).
- Galke, Laura J. "Who’s the bomb? George’s mom! haunting biographies of George Washington." International Journal of Heritage Studies 25.7 (2019): 689–707. https://doi.org/10.1080/13527258.2018.1542332
- Greenhalgh, Adam. "Not a Man but a God: The Apotheosis of Gilbert Stuart's Athenaeum Portrait of George Washington." Winterthur Portfolio 41#4 (Winter 2007): 269–304.
- Griffin, Stephen. "Changing views of George Washington" Journal of America's Military Past (April 2006) 32#1 pp 67–75, especially the role of the Enlightenment.
- Grizzard, Frank E. Jr. (2002). 《George Washington: A Biographical Companion》. ABC-CLIO. ISBN 1-57607-082-4.
- —— (2005). 《George!: A Guide to All Things Washington》. Mariner Pub. ISBN 0-9768238-0-2.
- Hall, John W. "An Irregular Reconsideration of George Washington and the American Military Tradition." Journal of Military History 78.3 (2014) pp 961–993.
- Hay, Robert. "George Washington: American Moses," American Quarterly 21#4 (1969): 780-791 online
- Jacobs, Phoebe Lloyd. "John James Barralet and the Apotheosis of George Washington." Winterthur Portfolio 12 (1977): 115–137.
- Johnson, Gerald. Mount Vernon: The Story of a Shrine: An Account of the Rescue and Continuing Restoration of George Washington’s Home by The Mount Vernon Ladies’ Association. (2nd edition 1991)
- Kahler, Gerald. The Long Farewell: Americans Mourn the Death of George Washington (University of Virginia Press, 2008).
- Knox, Amanda. "Imagining George Washington: A Historiography of George Washington in Historical Memory." North Alabama Historical Review 5.1 (2015): 7+. online 보관됨 2020-07-09 - 웨이백 머신
- Larson, Edward J. "Approaching the Rubicon and Crossing the Bar: Washington's Death and the Rise of Republican Rule." Georgia Review 62.3 (2008): 551–563. online
- Lengel, Edward G. Inventing George Washington: America's founder, in myth and memory (HarperCollins, 2011). excerpt
- Levy, Philip (2013). 《Where the Cherry Tree Grew: The Story of Ferry Farm, George Washington's Boyhood Home》. Macmillan & Co. ISBN 978-1-2500-2314-8.
- Longmore, Paul K. The Invention of George Washington (Univ. of Virginia Press, 1999).
- Madison, Ann (1932). 《History of the George Washington bicentennial celebration》. Washington, D.C., United States George Washington Bicentennial Commission. (eBook)
- Marling, Karal Ann. George Washington Slept Here: Colonial Revivals and American Culture, 1876–1986 (Harvard University Press, 1988).
- Morgan, Kenneth. "George Washington and the Problem of Slavery." Journal of American Studies 34#2 (2000): 279–301. online
- Morgan, Philip D. "'To Get Quit of Negroes': George Washington and Slavery." Journal of American Studies 39#3 (2005): 403–429. online
- Olszewski, George J. A History of the Washington Monument, 1844–1968, Washington, D.C. (National Park Service, 1971).
- Osman, Julia. "Cincinnatus Reborn: The George Washington Myth and French Renewal during the Old Regime." French Historical Studies 38.3 (2015): 421–446.
- Wilstach, Paul (1918). 《Mount Vernon: Washington's Home and the Nation's Shrine》. The Bobbs-Merrill Company.
- Savage, Kirk. Monument Wars: Washington, D.C., the National Mall, and the Transformation of the Memorial Landscape (2009).
- Schwartz, Barry. "Social change and collective memory: The democratization of George Washington." American Sociological Review (1991): 221–236. online
- Schwartz, Barry. "George Washington and the Whig Conception of Heroic Leadership," American Sociological Review 48#1 (1983) : 18–33.
- Schwartz, Barry (1987). 《George Washington: The Making of an American Symbol》. Free Press. ISBN 9780029281413.
- Sears, John F. Sacred Places: American Tourist Attractions in the Nineteenth Century. (Oxford UP, 1989).
- Thane, Elswyth. Mount Vernon is Ours: The Story of the Preservation and Restoration of Washington's Home (Duell, Sloan, and Pearce, 1966).
- Ward, David C. "Creating a National Culture: Charles Willson Peale's George Washington at the Battle of Princeton in History and Memory." Record of the Art Museum, Princeton University 70 (2011): 4–17.
- "George Washington in Popular Culture"[깨진 링크(과거 내용 찾기)] Digital Encyclopedia of George Washington (2020)